# Christopher Hill (évêque)
Pour les articles homonymes, voir Christopher Hill.
Christopher John Hill (né le 10 octobre 1945) est un évêque anglican britannique à la retraite. De 1996 à 2004, il est évêque de Stafford, évêque suffragant du diocèse de Lichfield. De 2004 à 2013, il est évêque de Guildford. En outre, il est greffier du cabinet de la maison ecclésiastique de la maison royale du souverain du Royaume-Uni de 2005 à 2014.

## Formation et début de carrière
Hill fait ses études à la Sebright School et au King's College de Londres (étudiant pour son baccalauréat en théologie {BD} et associé du King's College {AKC} puis formation pour le ministère, obtenant une maîtrise en théologie {MTh}). Il est curé à Tividale dans le diocèse de Lichfield de 1969 à 1973 puis vicaire de Codsall de 1973 à 1974. De 1974 à 1981, il est l'aumônier adjoint de l'archevêque de Cantorbéry pour les relations extérieures et de 1982 à 1989 son secrétaire aux affaires œcuméniques. De 1982 à 1989, il est également chanoine honoraire de la cathédrale de Canterbury. De 1987 à 1996, il est aumônier d'Élisabeth II. En 1989, il est chanoine résident et chantre de la cathédrale Saint-Paul de Londres, et à partir de 1996, il est évêque de la région de Stafford dans le diocèse de Lichfield.
Hill est continuellement impliqué dans les affaires œcuméniques tout au long de son ministère. De 1974 à 1981, il est co-secrétaire de la Commission internationale anglicane-catholique romaine. En 2013, il est élu président du Conseil des Églises européennes .
Le 28 mars 2013, lors de son sermon lors de l'Eucharistie chrismale du jeudi saint à la Cathédrale de Guildford, Hill annonce son intention de prendre sa retraite en tant qu'évêque de Guildford en déclarant: "À la fin du mois de septembre, bien que je n'aie pas encore écrit les lettres officielles nécessaires à la reine et Archevêque, j'espère vous voir nombreux ici pour une célébration d'adieu pour ma retraite" .
Ian Brackley, l'évêque suffragant de Dorking, devient commissaire de l'évêque pendant la vacance du siège , jusqu'à la nomination d'Andrew Watson comme évêque.
Le 17 novembre 2014, il est remplacé en tant que greffier du cabinet par James Newcome .
En 1976, il épouse Hilary. Ensemble, ils ont quatre enfants : trois fils et une fille .